# The Water Diviner
The Water Diviner (Brasil: Promessas de Guerra / Portugal: A Promessa de Uma Vida) é um filme de drama de 2014 dirigido e estrelado por Russell Crowe, em sua estréia na direção, e escrito por Andrew Anastasios e Andrew Knight. O filme é vagamente baseado no livro do mesmo nome, escrito por Andrew Anastasios e Dr Meaghan Wilson-Anastasios. Segue-se um agricultor australiano, Joshua Connor (Crowe), que viaja para a Turquia logo após a Primeira Guerra Mundial para encontrar seus três filhos, que nunca retornaram.
O filme é co-estrelado por Olga Kurylenko, Jai Courtney, Cem Yilmaz, Yilmaz Erdoğan e Jacqueline McKenzie. The Water Diviner teve sua estréia mundial no State Theatre em Sydney, Austrália, em 2 de dezembro de 2014. Foi inaugurado nos cinemas da Austrália e Nova Zelândia em 26 de dezembro de 2014. O filme teve um lançamento limitado nos Estados Unidos em 24 de abril de 2015.

## Enredo
O filme começa em 1919, logo após o término da Primeira Guerra Mundial, e gira em torno de Joshua Connor (Russell Crowe), um agricultor e adivinho da água australiano. Seus três filhos, Arthur (Ryan Corr), Edward (James Fraser) e Henry (Ben O'Toole) serviram no Exército Australiano e da Nova Zelândia (ANZAC) durante a campanha militar em Gallipoli, quatro anos antes, e presume-se que estejam mortos. Depois que sua esposa Eliza (Jacqueline McKenzie) se suicida por causa do luto, Joshua resolve trazer os corpos de seus filhos para casa e enterrá-los com a mãe.
Joshua viaja para a Turquia e fica em um hotel em Istambul, dirigido por Ayshe, uma viúva de guerra (Olga Kurylenko), mas não pode viajar para Gallipoli por estrada. Aprendendo o propósito de sua jornada, Ayshe diz a ele para subornar um pescador local para viajar a Gallipoli de barco. Quando ele chega, Joshua descobre que ANZACs estão envolvidos em um enterro em massa e todos os civis são banidos. O major Hasan (Yılmaz Erdoğan), um oficial do exército turco que auxilia os ANZACs, convence o capitão do ANZAC, tenente-coronel Cyril Hughes (Jai Courtney), a priorizar a ajuda de Joshua em sua busca. Depois de encontrar os túmulos de Edward e Henry, Joshua vê em seus sonhos que Arthur sobrevive a batalha. Hasan reconhece o sobrenome de Joshua e diz a ele que Arthur poderia ter sido feito prisioneiro.
Joshua retorna a Istambul, mas não consegue descobrir para qual campo de prisioneiros Arthur foi transferido, já que muitos registros turcos foram queimados. Ele retorna ao hotel de Ayshe e descobre que ela está sendo pressionada a se casar com seu cunhado, Omer. Seu argumento se aquece e Omer se retira quando Joshua intervém. Ayshe ataca, culpando Joshua por piorar as coisas e diz a ele para sair. Quando Joshua deixa o hotel, Omer e alguns de seus amigos o atacam, apenas para serem parados pelo subordinado de Hasan, o sargento Jemal ( Cem Yılmaz ). Jemal leva Joshua para Hasan, que explica que os gregos invadiram e eles vão defender seu país como os britânicos não estão intervindo. Joshua decide viajar com o grupo de Hasan, que passará pela região onde seu filho pode estar. Quando Joshua retorna ao hotel para recuperar seus pertences, Ayshe pede desculpas por suas palavras anteriores.
Enquanto no trem, Jemal pergunta a Joshua sobre um bastão de críquete que ele encontrou nas trincheiras aliadas quando eles recuaram, pois ele não tem certeza se é uma arma ou não. Joshua então explica aos soldados turcos a bordo do trem as regras básicas do críquete. No entanto, soldados gregos atacam o trem com apenas Jemal, Hasan e Joshua sobrevivendo ao ataque inicial. Usando o bastão, Joshua salva Hasan como um oficial grego se prepara para executá-lo, mas Jemal é morto na luta resultante. Joshua e Hasan fogem para uma cidade próxima, onde avistam um moinho de vento, que Joshua viu em seu sonho recorrente. Lá ele encontra Arthur vivo, mas traumatizado. Arthur revela que no final da batalha, Edward ainda estava vivo, mas gravemente ferido. Ele implorou a Arthur que acabasse com seu sofrimento e Arthur relutantemente concordou. Culpando-se pelas mortes de seus irmãos, Arthur sentiu que nunca poderia voltar para sua família.
Os soldados gregos que anteriormente atacaram o trem começam a atacar a cidade, e os dois homens tentam escapar pelas montanhas. Arthur se recusa a seguir seu pai, mas se arrepende quando Joshua diz que sem sua esposa e filhos, ele não tem para onde ir. Eles evadiram com sucesso o exército grego e retornaram ao hotel de Ayshe. O filme termina com Joshua bebendo uma xícara de café feita por Ayshe, o que indica que ela se apaixonou por ele.

## Elenco
- Russell Crowe as Joshua Connor[5]
- Olga Kurylenko as Ayshe
- Dylan Georgiades as Orhan
- Yılmaz Erdoğan as Major Hasan
- Cem Yılmaz as Sergeant Jemal
- Jai Courtney as Lt-Col Cyril Hughes
- Ryan Corr as Arthur Connor
- Jacqueline McKenzie as Eliza Connor
- Isabel Lucas as Natalia
- Mert Firat as Mil. officer
- Daniel Wyllie as Captain Charles Brindley
- Damon Herriman as Father McIntyre
- Megan Gale as Fatma
- Deniz Akdeniz as Imam
- Steve Bastoni as Omer
- James Fraser as Edward Connor
- Ben O'Toole as Henry Connor
- Robert Mammone as Colonel Demergelis
- Charlie Allan as Soldier at the station hall

## Produção
O conceito da história originou-se de uma única linha em uma carta escrita pelo tenente-coronel Cyril Hughes, que era um trabalhador na unidade Imperial War Graves. A nota de rodapé dizia simplesmente: "Um velho conseguiu chegar da Austrália, procurando o túmulo de seu filho." Após um ano de pesquisa, os escritores foram incapazes de identificar o homem ou seu filho, o que lhes deu a liberdade de imaginar uma história que se tornaria seu roteiro.
Em 18 de junho de 2013, foi anunciado que Crowe tinha assinado para fazer sua estreia na direção com um filme de drama histórico The Water Diviner de um roteiro escrito por Andrew Knight e Andrew Anastasios. Ele também estrelaria o filme. Os produtores seriam Troy Lum, Andrew Mason e Keith Rodger e seria filmado na Austrália e na Turquia. Em 25 de março de 2014, foi anunciado que a Seven West Media e a Seven Group Holdings co-financiariam o filme. Em 7 de novembro de 2014, a Warner Bros. adquiriu os direitos dos EUA ao filme.